# أندي ريس
أندي ريس (بالإنجليزية: Andy Reese)‏ هو لاعب كرة قاعدة أمريكي، ولد في 7 فبراير 1904 في توبيلو في الولايات المتحدة، وتوفي بنفس المكان في 10 يناير 1966.

## وصلات خارجية
- أندي ريس على موقعبيزبول رفرنس.كوم (الدوري الرئيسي) (الإنجليزية)
- أندي ريس على موقعبيزبول رفرنس.كوم (الدوري الثانوي) (الإنجليزية)
- أندي ريس على موقع جمعية أبحاث البيسبول الأمريكية (الإنجليزية)
- أندي ريس على موقع قاعة ميسيسيبي للمشاهير الرياضية (الإنجليزية)